# Popowia perakensis
Popowia perakensis är en kirimojaväxtart som beskrevs av George King. Popowia perakensis ingår i släktet Popowia och familjen kirimojaväxter. IUCN kategoriserar arten globalt som livskraftig. Inga underarter finns listade i Catalogue of Life.